# V ožidanii čuda
V ožidanii čuda (В ожидании чуда) è un film del 2007 diretto da Evgenij Bedarev.

## Trama
Il film racconta di una ragazza che è sfortunata in tutto, ma allo stesso tempo continua a credere in un miracolo.